# Vlnožil velký
Vlnožil velký (Laticauda semifasciata), v Japonsku známý jako erabu umi hebi (japonsky エラブウミヘビ) a na Okinawě jako irabu, je mořský had, patřící do rodu Laticauda. Vyskytuje se v teplých vodách západního Pacifiku, především v oblastech korálových útesů. Had má krátkou hlavu, tlustý trup a sotva rozeznatelnou krční část. Ocas je tvořen jednoduše vytaženou kůží ve tvaru rybího ocasu, a není v něm již žádná podpora.[zdroj⁠?!] Pouze u jednoho ze tří jedinců se vyvinou jedové zuby.[zdroj⁠?!] Žaludek je poměrně velký. V období rozmnožování se tito hadi přesouvají ve velkém množství do pobřežních vod, kde se páří v proláklinách útesů a různých dutinách. Je to noční had, kterého lze jen výjimečně spatřit během dne. Dýchá vzdušný kyslík, takže se potřebuje vynořit pro nadechnutí nejméně každých 6 hodin.
Je příliš pomalý na to, aby ulovil kořist (rybu) při přímém útoku, takže loví především ze zálohy skrytý v korálech. V některých případech také loví v hejnech společně parmicemi žlutopruhými a kranasy modroploutvými a vyhánějí potenciální kořist z úzkých proláklin v útesech podobným způsobem jako murény. Kousnutí je vysoce jedovaté a kořist je paralyzována. Jeho jed je desetkrát silnější než jed kobry, což z něj dělá extrémně nebezpečného hada. Obyčejně neútočí na člověka, pouze v případech kdy se cítí v ohrožení, i tak jsou ovšem známy dva případy úmrtí člověka. Samice kladou vejce na souši. 
Tento had se během zimy hojně konzumuje v jižním Japonsku, kde věří, že posiluje ženství. Polévka irabú-jiru (japonsky イラブー汁) prý chutná podobně jako polévka miso a trochu jako tuňák. Tato polévka je součástí královské kuchyně království Rjúkjú. Věří se, že má analeptické účinky.

## Život
Samci a samice dosahují pohlavní dospělosti, jakmile dorostou 70, resp. 80 cm. Samice kladou 3–7 vajec, z nichž se háďata líhnou za 4–5 měsíců. Had dorůstá maximální délky 170 cm.

## Rozšíření
Vlnožil velký se vyskytuje v teplých vodách západního Tichého oceánu, převážně na Fidži, v jižním Japonsku a Singapuru. Nedávno[kdy?] ale vědci objevili tyto hady také ve vodách kolem Jižní Korey. Tato lokalita je mimo jejich obvyklé rozšíření (Japonsko, Čína a Taiwan, Filipíny a Indonésie). Vědci se domnívají, že tito hadi se přesouvají více na sever v důsledku klimatických změn, které způsobují destrukci jejich původního prostředí (korálové útesy).